# لغات النينيتس
نينيتس (في العمل السابق أيضًا يورك) هي زوجان من اللغات وثيقة الصلة التي يتحدث بها شعب نينيتس في شمال روسيا. غالبًا ما يتم التعامل معهم على أنهما لهجتان من نفس اللغة، لكنهما مختلفتان تمامًا والوضوح المتبادل منخفض. اللغات هي التندرا نينيتس، التي بها عدد أكبر من المتحدثين، يتحدث بها حوالي 30.000 إلى 40.000 شخص في منطقة تمتد من شبه جزيرة كانين إلى نهر ينيسي، وغابة نينيتس، يتحدث بها الكثيرلمن ا أشخاصي المنطقة المحيطة اجلاير
يتم تصنيف لغات نينيتس في عائلة اللغة الأورالية، مما يجعلها مرتبطة بشكل كبير ببعض اللغات الوطنية المستخدمة في أوروبا. تأثرت كل من لغتي نينيتس بشكل كبير بالروسية. تأثرت تندرا نينيتس بدرجة أقل بكومي وخانتي الشمالية. تأثرت غابة نينيتس أيضًا بخانتي الشرقية. التندرا نينيتس موثقة جيدًا، مع الأخذ في الاعتبار وضعها كلغة أصلية وأقلية. لها تقليد أدبي يعود إلى ثلاثينيات القرن الماضي.
بصرف النظر عن كلمة «نينيتس»، لم تدخل اللغة الإنجليزية سوى كلمة واحدة أخرى من نينيتس: «باركا»

## السمات المشتركة للغات نينيتس
يوجد في التندرا نينيتس 16حالة مزاجية، ويعكس معظمها درجات مختلفه من ناحية اليقين يطلق عليه في اللغة الإنجليزية عبارات إرشادية أو درجات مختلفة من ناحية القوة يطلق عليها أوامر قطعية. والميزة للغات النينيتس وهي «أدخال الحنكة» المنتظمة إلى جميع الحروف الساكنة تقريبًا.ينشأ هذا من التناقضات بين صفات حرف العلة المختلفة في لغة برو ساميك.
- * Cä ، * Ca → * Cʲa ، * Ca
- * م، * Cë → * Cʲe ، * م
- * Ci ، * Cï → * Cʲi ، * Ci
- * Cö، * Co → * Cʲo، * Co
- * Cü ، * Cu → * Cʲu ، * Cu

تم أيضًا تحويل الحروف الساكنة الحلقيّة.
حدثت تغييرات مماثلة أيضًا في اللغات الساموية الأخرى المنطوقة في منطقة التندرا: إينيتس ونغاناسان ويورتس المنقرضة.

## الاختلافات بين التندرا والغابات نينيتس
ظلت التندرا نينيتس بشكل عام أقرب إلى برو نينتس من فورست نينيتس، التي تأثرت أصواتها بلهجات خانتي الشرقية.
- تندرا نينيتس:
  - تفريغ من / wʲ / → / ي /
  - طول الأولي / k / → / x /
  - تبسيط / ʔk / → / k /
- غابة نينيتس:
  - الأولي / s / → / x /
  - إنسيال إنسياليس / ن / → / ي /
  - تغيير الجذور إلى الاحتكاكات الجانبية: / r / ، / rʲ / → / ɬ / ، / /
  - تقصير الأنف الأنجي
  - كسر الإنبات / lː / → / nɬ /
  - الصوت من الحلقات الحنكية / kʲ / ، / x / ، / / بسبب تغيرات حرف العلة
  - رفع حروف العلة غير القريبة التي تسبق مقطع لفظي بحرف متحرك أصلي قريب
  - فقدان تمييز الحروف المتحركة في المقاطع غير المضغوطة
  - تقديم التباينات القصيرة / الطويلة لـ / a / و / æ /

## روابط خارجية
- موقع تندرا نينيتس
- فورست نينيتس - قاموس مصطلحات اللغة الإنجليزية
- كتاب تفسير العبارات الشائعة الروسي – نينيتس
- قاموس نينيتس نجاناسان المقارن (مع ما يعادله بالروسية والإنجليزية)